# Parabrachiella brevicapita
Parabrachiella brevicapita is een eenoogkreeftjessoort uit de familie van de Lernaeopodidae. De wetenschappelijke naam van de soort is voor het eerst geldig gepubliceerd in 1984 door Ho & Do.